# Sabia Ignorância
Sabia Ignorância é talk show brasileiro, produzido pela Floresta em coprodução com o canal GNT, apresentado por Gabriela Prioli conta com direção de Tatina De Lamare e roteiro de Raq Affonso, tem previsão de estreia para 22 de julho de 2024 no Globoplay e no canal pago.
O programa propõe um diálogo instigante entre um curioso e um especialista, explorando temas contemporâneos e urgentes que atravessam a sociedade. Com diferentes perspectivas, a conversa busca aprofundar questões complexas de forma leve e informativa.

## Formato
A cada episódio, a apresentadora recebe dois convidados para um mergulho em temas universais e assuntos relevantes para a sociedade, com debates leves e descontraídos. O programa se propõe a ser um lugar de conexão com a mulher contemporânea brasileira, criando um espaço seguro para discussões inteligentes, inspiradoras e relevantes. As pautas do programa também aparecem nas redes sociais, com conteúdos inéditos, reflexões e dinâmicas bem-humoradas, mostrando que conhecimento e leveza podem andar juntos.

## 1º Temporada (2024)
| Episódio | Dupla                                    | Exibição Original      |
| -------- | ---------------------------------------- | ---------------------- |
| 01       | Giovanna Ewbank e Christian Dunker       | 22 de julho de 2024    |
| 02       | Duda Beat e Rachel Maia                  | 29 de julho de 2024    |
| 03       | Pepita e Carla Akotirene                 | 05 de agosto de 2024   |
| 04       | Rafa Kalimann e Daniel Carvalho de Souza | 12 de agosto de 2024   |
| 5        | Paula Burlamaqui e Mirian Goldenberg     | 12 de agosto de 2024   |
| 6        | Isis Valverde e Roberta Ferec            | 19 de agosto de 2024   |
| 7        | Fernanda Bande e Ana Canosa              | 26 de agosto de 2024   |
| 8        | Fabrício Carpinejar e Bianca Andrade     | 2 de setembro de 2024  |
| 9        | Ícaro Silva e Laura Müller               | 9 de setembro de 2024  |
| 10       | Bella Campos e Ronaldo Lemos             | 16 de setembro de 2024 |
| 11       | Ed Gama e Carla Tieppo                   | 23 de setembro de 2024 |
| 12       | Gil do Vigor e Alexandre Patrício        | 30 de setembro de 2024 |
| 13       | Sheron Menezzes e Jairo Bouer            | 7 de outubro de 2024   |
| 14       | Juliette e Leandro Karnal                | 14 de outubro de 2024  |
| 15       | Caio Blat e Viviane Mosé                 | 21 de outubro de 2024  |
| 16       | Manu Gavassi e Manuela Xavier            | 28 de outubro de 2024  |
| 17       | Tadeu Schmidt e Ana Suy                  | 4 de novembro de 2024  |
| 18       | Sasha Meneghel e Luciana Gatti           | 11 de novembro de 2024 |
| 19       | Mario Sergio Cortella e Thaynara OG      | 18 de novembro de 2024 |
| 20       | Karol Conká e Elisama Santos             | 25 de novembro de 2024 |